# Utetheisa lutescens
Utetheisa lutescens är en fjärilsart som beskrevs av Walter Karl Johann Roepke 1941. Utetheisa lutescens ingår i släktet Utetheisa och familjen björnspinnare. Inga underarter finns listade i Catalogue of Life.